# NGC 257
NGC 257 este o galaxie spirală situată în constelația Peștii. A fost descoperită în 29 decembrie 1790 de către William Herschel.